# Lsmod
lsmod é um comando em sistemas operacionais Linux que exibe quais módulos carregáveis do kernel estão atualmente carregados.
Um exemplo resumido de saída do comando:
```
# lsmod
Module                  Size  Used by
af_packet              27392  2

8139too
                30592  0
snd_cs46xx             96872  3
snd_pcm_oss            55808  1
snd_mixer_oss          21760  2 snd_pcm_oss

ip6table_filter
         7424  1

ip6_tables
             19728  1 ip6table_filter

ipv6
                  290404  22

xfs
                   568384  4

sis900
                 18052  5

libata
                169920  1 pata_sis

scsi_mod
              158316  3 usb_storage,sd_mod,libata

usbcore
               155312  6 
ohci_hcd
, 
usb_storage
, 
usbhid
```

"Module" indica o nome do módulo. "Size" indica o tamanho do módulo (não a memória usada). "Used by" indica a contagem de uso de cada módulo e uma lista de módulos relacionados. A lista "Used by" é algumas vezes incompleta. Se o módulo controlar seu próprio descarregamento por meio de uma rotina can_unload, a contagem de uso exibida por lsmod é sempre -1, independentemente da contagem de uso real.